# Вильфрезен
Вильфрезен (нем. Wielfresen) — коммуна (нем. Gemeinde) в Австрии, в федеральной земле Штирия. 
Входит в состав округа Дойчландсберг.  Население составляет 654 человека (на 31 декабря 2005 года). Занимает площадь 43,84 км². Идентификационный код  —  60342.

## Политическая ситуация
Бургомистр коммуны — Карл Фюрпас (АНП) по результатам выборов 2005 года.
Совет представителей коммуны (нем. Gemeinderat) состоит из 9 мест.
- АНП занимает 8 мест.
- АПС занимает 1 место.